# Traité d'Amitié et de Commerce franco-américain
Le traité d'amitié et de commerce entre la France et les États-Unis, en anglais : Treaty of Amity and Commerce Between the United States and France, est, avec le traité d'alliance, un des deux documents signés le 6 février 1778 à l'hôtel de Crillon à Paris entre les États-Unis d'Amérique et le royaume de France pendant la guerre d'indépendance des États-Unis. Le traité établit une alliance commerciale entre ces deux nations mais signe avant tout le soutien militaire du royaume de France à la guerre d'indépendance.